# Cachuela Esperanza

Cachuela Esperanza (hoppets forsar) är en by i departementet Pando i Bolivia. Den ligger vid Beniflodens forsar, 30 kilometer innan den går ihop med Mamoréfloden, där de båda floderna bildar Madeirafloden. Byn, som ligger 134 meter över havet, hade 2007 omkring 200 invånare och går bara att nå via grusvägar.

## Historia
Platsen vid Beniflodens forsar upptäcktes 1846 av den bolivianske forskaren José Agustín.
Nicolas Suárez Callaú och hans sex bröder korsade Anderna och byggde upp ett huvudkontor för ett gummiföretag i Cachuela Esperanza, med filialer i Acre, Manaus, Belém och London. Han lät bygga en teater, tennisbana, lyxhotell och ett sjukhus. I Cachuela Esperanza fanns Bolivias första röntgenutrustning vilket gjorde att rika personer flögs dit från Rio de Janeiro och São Paulo. Under 1920-talet då naturgummi ersattes av syntetiskt gummi, minskade Cachuela Esperanzas betydelse, och i samband med revolutionen 1952 blev den betydelselös för alltid.
De mest kända personerna från byn var Nicolas Suárez Callaú tillsammans med tennbaronerna Simón Iturri Patiño, Mauricio Hochschild och Carlos Aramayo, en av de mest inflytelserika magnaterna i Bolivia.